# Sauce grenobloise
La sauce grenobloise est une sauce chaude composée de beurre, de dés de citron pelés et de câpres, parfois complétée avec des cubes de mie de pain dorée. Elle est utilisée en variante de la cuisson meunière.

## Histoire
D'après Claude Muller, les poissons arrivaient quelquefois légèrement avariés à Grenoble, surtout à l'automne ou au printemps, les températures de l'hiver permettant une meilleure conservation et les poissons étant rarement transportés en été. Pour masquer ce goût, l'habitude aurait été prise à Grenoble de les cuisiner avec des câpres.